# 图牧吉镇
图牧吉镇，是中华人民共和国内蒙古自治区兴安盟扎赉特旗下辖的一个乡镇级行政单位。

## 行政区划
图牧吉镇下辖以下地区：
靠山嘎查委会、乌雅嘎查委会、图牧吉嘎查委会、双合嘎查委会、双兴嘎查委会、哈达嘎查委会和青龙山嘎查委会。